# B-SAD
Der B-SAD ist ein Fußballunternehmen mit Sitz in Oeiras, Lissabon, der seit der Saison 2018/19 eigenständig vom CF Belenenses Lissabon firmiert.

## Geschichte
Zum Ende der Saison 2017/18 kam es in der Fußballabteilung von Belenenses Lissabon und der Profifußball-Abteilung SAD wegen finanzieller Probleme beim Verein zu Auseinandersetzungen. Seitdem spielt die Profiabteilung SAD als neuer Fußballverein unter dem Namen Os Belenenses SAD und mit einem neuen Logo in der ersten portugiesischen Liga. Außerdem lief die Vereinbarung zur Nutzung des Estádio do Restelo aus, da die neue Profiabteilung SAD es ablehnte, einen neuen Vertrag mit dem Verein zu unterzeichnen. Ab der Saison 2018/19 bestritt Belenenses seine Primeira-Ligaspiele im portugiesischen Nationalstadion Estádio Nacional in Oeiras, während CF Belenenses mit einer neuen Amateurmannschaft in der „6-Liga“, der Bezirksliga von Lissabon, spielt. Ab der Saison 2022/23, zu der der Verein in die Segunda Liga abgestiegen ist, werden die Heimspiele teilweise auch im Estádio das Seixas in Malveira ausgetragen.
Der Eigentümer der SAD ist der ehemalige CF-Belenenses-Sponsor Codecity Sports Management.
Bis Sommer 2022 führte der Verein den Namen Os Belenenses – Sociedade Desportiva de Futebol, SAD, kurz Os Belenenses SAD. Durch die Umbenennung wäre eine Fusion mit einem anderen Verein in der Saison 2023/24 möglich.